# Erg Chebbi
Erg Chebbi är en sandöken i Marocko.   Den ligger i regionen Drâa-Tafilalet, 400 km sydost om huvudstaden Rabat.